# Волох Олег Антонович
Олег Антонович Волох (біл. Алег Антонавіч Волах; 8 квітня 1942, Сеймчан, Хабаровський край) — радянський футболіст, нападник; радянський і білоруський тренер. Майстер спорту СРСР (1967).

## Ігрова кар'єра
Народився в Сеймчані Хабаровського краю (нині — Магаданська область). Батьки Антон Андрійович Волох і Клавдія Данилівна Денисова познайомилися в Сеймчані, приїхавши туди в 1939 році за комсомольською путівкою. Батько працював керуючим банком, мати головним бухгалтером, сім'я була досить забезпеченою.
Після війни сім'я переїхала на Західну Україну; жила у Заболотові, Коломиї, потім — у Станіславі. Вихованець футбольної школи міста Коломия. Під час навчання в школі займався також боксом, волейболом, баскетболом, плаванням, велоспортом, акробатикою. У старших класах працював вчителем фізкультури. Навчаючись у 10 класі, в 1960 році відіграв пів року в станіславському «Спартаку» у класі «Б». Потім поступив у Львівський інститут фізкультури, в 1961—1962 роках грав за попередник «Карпат» — «Сільмаш» в першості області на позиції півзахисника і нападника. Вільно розмовляв польською, українською та російською мовами.
Наприкінці 1962 року Волох приєднався до батьків, які в 1960 році були переведені по службі в Алма-Ату. У 1963 році грав за АДК, в кінці року перейшов в створений усть-каменогорський «Восток» у класі «Б».
У 1966 році перейшов в «Кайрат» (Алма-Ата). Після сезону 1968 року Волох вже написав заяву в ЦСКА, куди його кликав Всеволод Бобров, але, на прохання батька, який народився в Крупському районі, перейшов в мінське «Динамо».
У 1971 році перейшов в клуб другої ліги «Спартак» (Семипалатинськ), де і завершив кар'єру футболіста в командах майстрів в 1973 році.

## Тренерська кар'єра
У 1973—1976 роках був граючим тренером у команді першості Білоруської РСР «Торпедо» (Жодино).
У 1977—1978 роках працював старшим тренером у команді другої ліги першості СРСР «Дніпро» (Могильов).
У 1978—1987 роках працював на тренерських посадах в семипалатинському «Спартаку». У 1987 році, після розлучення з першою дружиною, опинився в Бобруйську, де познайомився з майбутньою другою дружиною.
У 1988—1990 роках працював тренером в мінських СДЮШОР «Трудові резерви» і «Промені».
У 1991 році став головним тренером відродженого «Шинника» (Бобруйськ), з яким пропрацював до 2000 року і у 2003—2015 роках.
У другій половині сезону-2000 тренував «Єлімай» (Семей), піднявши клуб з передостаннього місця на четверте в чемпіонаті Казахстану.
У 2001—2003 роках — головний тренер жіночої команди «Бобруйчанка». У 2004—2007 — головний тренер жіночої збірної Білорусії.
Згодом повернувся у «Білшину», де працював з першою та дублюючою командами.